# Mulan II
Mulan II (bra: Mulan 2: A Lenda Continua; prt: Mulan 2) é um filme de animação da DisneyToon Studios lançado em 2004 e uma sequência do filme Mulan, de 1998. Foi dirigido por Darrell Rooney e Lynne Southerland e apresenta Mulan e seu novo noivo, o General Lee Shang, em uma missão especial: escoltar as três filhas do Imperador por todo o país para atender a seus futuros noivos. O filme lida com casamentos arranjados, lealdade, relacionamentos, fazer escolhas, confiança e encontrar o verdadeiro amor. Todo o elenco do primeiro filme voltaram, com exceção de Eddie Murphy (Mushu), Miriam Margolyes (A Casamenteira), Chris Sanders (Irmãozinho) e Matthew Wilder (voz de Ling cantando). Murphy e Margolyes foram substituídos por Mark Moseley e April Winchell, e Gedde Watanabe faz o seu próprio canto nessa sequência.

## Enredo
Um mês depois dos acontecimentos do primeiro filme, Mulan a Derrota de Shan Yu e os Soldados Hunos
o General Shang pede a Mulan a sua mão em casamento, o que ela aceita. Escutando sobre o noivado, Mushu está entusiasmado por eles - até que o líder dos antepassados informa-lhe que se Mulan se casar, ele vai perder seu emprego como dragão guarda-costas e terá que deixá-la e seu pedestal, o seu lugar de honra como um guardião. A razão para isso é porque Mulan iria casar-se com Shang, assim ela se torna uma parte da sua família, que exige que ela tenha ancestrais de sua família ou responsáveis.
Querendo manter seu emprego e sua amiga, Mushu tenta separar o casal (especialmente por razões egoístas, mas, oficialmente, porque vê que eles não são muito compatíveis). Enquanto isso, o Imperador convida Mulan e General Shang para acompanhar suas três filhas princesas, Mei, Ting-Ting e Su, por toda a China para se desposarem com três príncipes, de modo que uma aliança possa ser formada com o reino de Qui Gong. Se a tarefa não for concluída dentro de três dias, a aliança vai se desintegrar, e os mongóis destruirão a China.
Mulan e Shang partem junto com Yao, Ling e Chien-Po (do primeiro filme), para escoltar as princesas com segurança ao seu novo reino. No entanto, devido as interferências de Mushu e o fato de que as três princesas estão revoltadas com seus casamentos arranjados e realmente amam Chien-Po, Ling e Yao, Mulan decide ir contra suas ordens e, apesar dos desejos de Shang, deter a união dos reinos. Uma noite, Chien-Po, Ling e Yao levam as princesas a uma aldeia, onde impressionam as meninas com suas palhaçadas. Enquanto isso, Mushu engana Shang em pensar que Mulan está se aproveitando dele.
Eles então passam por um país de bandido. Pressionado por Gri-Lo, Mushu confessa a Mulan sobre o que ele fez. Esclarecida sobre a notícia (ainda que extremamente irritada com Mushu), Mulan tenta falar com Shang, quando os bandidos atacam. Ao salvar as três princesas, a ponte que eles estão quebra, e General Shang e Mulan são deixados pendurados por uma corda. Como a corda só pode suportar o peso de uma pessoa, Shang sacrifica sua vida para salvar Mulan e solta sua mão, caindo no rio e Mulan  se entristece e começa a chorar.
Mulan, em seguida, continua sozinha a Qui Gong. Não querendo que as princesas fossem forçadas a se casar, e porque Shang está morto, ela se oferece para casar com um dos filhos do governante. Shang, que de fato sobreviveu à queda, encontra-se com ela e tenta impedi-la. Mushu decide ajudar, fingindo ser o Grande Dragão Dourado da União, que obriga o governante a deter o casamento. Mulan e Shang se casam e as princesas são liberadas de seus votos, novamente graças a Mushu. No final, Shang combina os templos da família. Isso significa que Mushu consegue manter seu emprego, e na sua felicidade, ele acidentalmente se revela a Shang, embora Mulan já tenha dito a ele sobre Mushu. Mulan, Shang e Mushu vivem felizes para sempre.

## Personagens principais e vozes
- Estúdio: Delart, RJ
- Mídia: VHS/ Blu-Ray/ DVD/ NOW/ TV Paga
- Direção e Tradução: Guilherme Briggs
- Direção e Tradução Musical: Félix Ferrà
- Gravação dos Diálogos: André Luiz Dias
- Gravação e Edição dos Vocais: Rafael Pissurno
- Edição dos Diálogos: Cláudio Alves
- Diretor de Criação: Garcia Júnior
- Versão Brasileira Produzida Por: Disney Character Voices International, Inc. (Brasil)

| Personagem          | Dublador                            | Dublador Brasileiro                      |
| ------------------- | ----------------------------------- | ---------------------------------------- |
| Fa Mulan            | Ming-Na Lea Salonga (Canções)       | Kacau Gomes                              |
| General Li Shang    | B.D. Wong                           | Cláudio Galvan                           |
| Mushu               | Mark Moseley                        | Mário Jorge Andrade                      |
| Yao                 | Harvey Fierstein                    | Isaac Bardavid                           |
| Ling                | Gedde Watanabe                      | Manolo Rey Alexandre Moreno (Canções)    |
| Chien-Po            | Jerry Tondo                         | Garcia Júnior                            |
| Fa Zhu              | Soon-Tek Oh                         | Ednaldo Lucena                           |
| Fa Li               | Freda Foh Shen                      | Nádia Carvalho                           |
| Avó Fa              | June Foray                          | Selma Lopes                              |
| Imperador da China  | Pat Morita                          | Miguel Rosenberg                         |
| Grande Ancestral    | George Takei                        | Pietro Mário                             |
| Casamenteira        | April Winchell                      | Emília Rey                               |
| Princesa Mei        | Lucy Liu Beth Blankenship (Canções) | Fernanda Fernandes Kiara Sasso (Canções) |
| Princesa Ting-Ting  | Sandra Oh Judy Kuhn (Canções)       | Marisa Leal Alessandra Verney (Canções)  |
| Princesa Su         | Lauren Tom Mandy González (Canções) | Iara Riça Nanná Tribuzy (Canções)        |
| Sha-Ron             | Mary Gibbs                          | Bianca Salgueiro                         |
| Lorde Qin           | Christopher Lloyd                   | Mauro Ramos                              |
| Gri-Li / Irmãozinho | Frank Welker                        | Frank Welker                             |

## Musicas
1. "Primeira Lição": Alessandra Verney, Kacau Gomes, Kiara Sasso, Christiane Monteiro, Lina Mendes, Nanná Tribuzy e Shabella Trindade.
2. "Alguém Por Quem Lutar": Alexandre Moreno, Garcia Júnior e Isaac Bardavid
3. "Simples Garota": Alessandra Verney, Kiara Sasso e Nanná Tribuzy